# Església de Sant Hilari Sacalm
L'Església de Sant Hilari Sacalm és una obra amb elements romànics i gòtics de Sant Hilari Sacalm (Selva) inclosa a l'Inventari del Patrimoni Arquitectònic de Catalunya.

## Descripció
Edifici aïllat, situat al nucli urbà de Sant Hilari Sacalm. L'església, dedicada a Sant Hilari de Poiters, és de tres naus (les naus laterals resulten de la construcció de capelles laterals, de manera que la nau central és més alta que les laterals). Els arcs formers són arcs de mig punt sostinguts per petits pilars.A la dreta hi ha les capelles del Sant Crist, del Sagrat Cor, de Sant Isidre i de la Puríssima. A l'esquerra hi ha el baptisteri amb pintures de X. Xandri, l'altar de la Verge del Sagrat Cor i una capella del Santíssim amb pintures de Massagué, fetes després de la Guerra Civil, i originals de Codina Langlin. A l'Altar Major, hi ha figures de Sant Hilari, flanquejades per Sant Josep i Sant Joan Baptista. Una línia d'imposta motllurada marca el pas al sostre. El sostre és de volta de canó interromput per llunetes que són finestres que il·luminen la nau central. Sobre el primer tram de la nau central, hi ha un cor.
La façana està decorada amb uns esgrafiats on es representen diferens escenes religioses. Sobre la porta d'entrada (a la que s'hi accedeix a través d'una escala doble), en arc de llinda o arc pla, hi ha la inscripció: "DOMUS DEI ET PORTA COELI". I a sobre de la porta, una finestra a manera de gran timpà obert protegida amb una reixa treballada de ferro forjat. Corona la part central de la façana un frontò rematat per una creu. A dreta i esquerra, dues bases de torre-campanar, tot i que només la dreta és un campanar, i la del costat esquerre possiblament ho hagués hagut de ser. La façana està arrebossada, pintada i decorada amb esgrafiats.
A l'interior es conserven restes del temple romànic com un mur al sud, i restes d'una porta (desplaçada del lloc original), amb dues arquivoltes amb motius vegetals i entrallaçats (ara és la porta del baptisteri). També un absis a l'exterior, que segurament pertany a aquest temple.
A l'interior es conserva la sepultura de Ramon de Gurb i d'Almanda de Blanes (S. XIV). Sostinguda per dos lleons que sostenen els escuts dels Gurb (muntanya amb flor de llis) i els Blanes (creu bisbal), la tomba és de pedra i està decorada amb els mateixos escuts flanquejant un escrit que indica qui està enterrat allà. Unes decoracions vegetals voltegen els escuts i la inscripció.
El campanar, el coronament superior del qual és obra de J.M. Pericas, és de planta quadrada, i sobre la base hi ha una estructura octogonal en la qual hi ha quatre finestres en arc de mig punt, amb les campanes, i un rellotge a la paret sota el qual hi ha esculpida en un carreu la data 1870. Aquesta estructura octogonal, està coronada per una balaustrada i una torrella també octogonal, amb obertures en arc de mig punt amb campanes amb una teulada de teules de ceràmica vidriada de color verd. Sobre aquesta teulada hi ha una estructura de ferro forjat, amb una campana, una banderola de ferro forjat amb la data 1922 i una creu.

## Història
L'església apareix esmentada el 922. L'edifici romànic fou consagrat el 1199 però degut als terratrèmols del segle xv s'hagué de reconstruir i tornar a consagrar el 1480. D'aquest edifici no hi ha gaires restes, ja que fou reformat al segle xvi i al segle xix, moment del que data el campanar encara que el coronament es realitzà entre 1921i 1922 segons projecte de l'arquitecte Josep Maria Pericas.
L'any 1983 es portaren a terme obres de restauració, tornant a coronar el campanar amb la creu arrencada durant la Guerra Civil. El 1993 es restaurà la façana.
El sepulcre de Ramon de Gurb i d'Almanda de Blanes és del segle xiv.